# Kongenitale Muskeldystrophie Typ Ullrich
Die Kongenitale Muskeldystrophie Typ Ullrich ist eine sehr seltene angeborene Form der Muskeldystrophie mit den Hauptmerkmalen früher Krankheitsbeginn, allgemeine, langsam zunehmende Muskelschwäche, Gelenkkontrakturen, vermehrte Beweglichkeit der distalen Gelenke und normale Intelligenz.
Synonyme sind: Ullrich-Myopathie; Muskeldystrophie, sklero-atonische; Ullrich-CMD (UCMD)
Die Bezeichnung bezieht sich auf den Autor der Erstbeschreibung aus dem Jahre 1930 durch Otto Ullrich.

## Verbreitung
Die Häufigkeit dieser Form einer Kongenitalen Muskeldystrophie wird mit 1 bis 9 zu 1.000.000 angegeben, bislang wurde über weniger als 50 Betroffene berichtet. Die Vererbung erfolgt autosomal-dominant oder autosomal-rezessiv.

## Ursache
Je nach zugrunde liegender Mutation können folgende Typen unterschieden werden:
- UCMD 1 mit Mutationen im COL6A1-, COL6A2-Gen im Chromosom 21 Genort q22.3 oder im COL6A3-Gen im Chromosom 3 Genort q37.3, welche für die Alpha-Ketten des Kollagen Typ VI kodieren.
- UCMD 2 mit Mutationen im COL12A1-Gen im Chromosom 6 Genort q13-q14.[3]

## Klinische Erscheinungen
Klinische Kriterien sind:
- früher Krankheitsbeginn
- allgemeine, langsam zunehmende Muskelschwäche, im Gesicht beginnend
- Gelenkkontrakturen, meist in Ellbogen und Kniegelenk
- Hyperextendierbarkeit der distalen Gelenke der Hand, des Fußes und der Finger
- normale Intelligenz
- hoher Gaumen
- Angeborene Hüftluxation
- Torticollis
- Skoliose im Verlauf

## Diagnose
Die Diagnose erfolgt durch Muskelbiopsie sowie durch humangenetischen Nachweis der Mutation.
Ein Nachweis pränatal ist möglich.

## Differentialdiagnose
Abzugrenzen sind:
- Bethlem-Myopathie
- andere Formen der Kongenitalen Muskeldystrophie
- Spinale Muskelatrophie
- Ehlers-Danlos-Syndrom
- Marfan-Syndrom
- Kongenitale Muskeldystrophie 1A (MDC1A), Kongenitaler Merosinmangel
- Walker-Warburg-Syndrom
- Muskel-Auge-Gehirn-Krankheit
- Kongenitale Muskeldystrophie Typ Fukuyama